# Fermín Martín Piera
Fermín Martín Piera (7 de julio de 1954, Madrid - 19 de julio de 2001, ibíd.) fue una de las figuras más destacadas de la entomología española de los últimos lustros del siglo XX.
En 1976 se licenció en Ciencias Biológicas en la Universidad Complutense de Madrid. Entre los años 1977 y 1980 trabajó en el Instituto Español de Entomología, ubicado en el edificio del Museo Nacional de Ciencias Naturales (MNCN) y, mientras tanto, ejerció también como profesor de Ciencias Naturales y Biología en el Centro de Instrucción Comercial e Industrial. Se doctoró en Biología en 1982 con una tesis por la que recibió el Premio Extraordinario y que, titulada Los Scarabaeinae (Coleoptera, Scarabaeoidea) de la Península Ibérica e islas Baleares, fue dirigida por profesor Salvador Peris. En estos años viajó a Italia y trabajó en el Instituto de Zoología Sistemática de la Universidad de Turín y también con el profesor Mario Zunino, de la Universidad de Urbino. Continuó investigando en el Museo Nacional de Ciencias Naturales de Madrid hasta que en 1987 obtuvo la plaza de Colaborador Científico del Consejo Superior de Investigaciones Científicas (CSIC).
Entre 1991 y 1993 realizó dos proyectos de investigación en el Instituto de Ecología A. C., de Xalapa (Veracruz, México) con importantes investigadores americanos. Durante los primeros años de investigación Martín Piera estudió la taxonomía y biogeografía de diversos grupos de escarabeidos, después, y siempre en el ámbito entomológico, realizó trabajos sobre patrones geográficos de biodiversidad, sobre la ecología de las diferentes comunidades, sobre la biología y ontogenia de distintos grupos y sobre la conservación de los insectos, con la finalidad, en muchos casos, de poder determinar la influencia de los factores históricos y geográficos en la fauna de estos artrópodos de la península ibérica. Con Antonio Melic impulsó la creación del Proyecto Iberoamericano de Biogeografía y Entomología Sistemática (PrIBES), que en la actualidad supone la implicación de más de una veintena de equipos de investigación de doce países. La idea central del mismo es:

Acelerar el Inventario de diversidad orgánica y cuantificar la cantidad de diversidad (expresada como riqueza de especies, rareza, endemicidad, diversidad filogenética) que alojan los grandes ecosistemas de Iberoamérica, con el fin de proporcionar criterios científicos para tomar decisiones acerca de dónde y cómo invertir esfuerzos de conservación, incluyendo el componente mayoritario de la biodiversidad terrestre, en la toma de decisiones: los Insectos.

## Algunas publicaciones
- Martín Piera, F. 1981. Corología de Onthophagus joannae Goljan, 1953 y Onthophagus ovatus (Linnaeus, 1767)

- Martín Piera, F. & Zunino, M. 1981. Onthophagus marginalis Gebl.

- Martín Piera, F, 1982. E. H. Rapoport, Areografia. Estrategias geográficas de las especies (recension)

- Martín Piera, F, 1982. M. Zunino, Origine ed evoluzione degli Insetti (recension)

- Martín Piera, F, 1983. Faune des Coléoptères de France II. Lucanoidea et Scarabaeoidea

- Martín Piera, F, 1983. El estatus taxonómico de Onthophagus tesquorum Semenov & Medvedev

- Martín Piera, F. 1983. Composición sistemática y Origen Biogeográfico de la fauna Ibérica

- Martín Piera, F. 1983. Los Onthophagini Ibero-Baleares

- Martín Piera, F. & Zunino, M. 1983. Amphionthophagus

- Martín Piera, F. 1984. Los Onthophagini íbero-baleares

- Martín Piera, F. 1985. Dos nuevos Palaeonthophagus del Asia Central

- Martín Piera, F. 1985. Los géneros de Melolonthini y las especies íbero-balerares de Amphimallon Berthold

- Martín Piera, F. 1985. Una nueva especie de Parentius Zunino, 1979 de la Región Oriental

- Martín Piera, F. & Veiga, C. M. 1985. Sobre dos especies mal conocidas de Scarabaeoidea

- Martín Piera, F. & Zunino, M. 1985. Taxonomie et biogéographie des Onthophagus du groupe de l'O.

- Veiga, C. M. & Martín Piera, F. 1988. Claves para la identificación de la fauna española: Las familias, Tribus y Géneros de los Scarabaeoidea (Col.) íbero-baleares

- Romero Samper, J. & Martín Piera, F. 1990. Comportamiento reproductor de Trox perlatus hispanicus Harold

- Lobo, J. M. & Martín Piera, F. 1993. Las Causas de la Biodiversidad. ARBOR, 145: 91-113

- Martín Piera, F. 1998. Escarabajos sagrados. Bol. de la Sociedad Entomológica Aragonesa

- Martín-Piera, F. & J. I. López-Colón, 2000. Coleoptera Scarabaeoidea I. En Fauna Ibérica. Museo Nacional de Ciencias Naturales. C.S.I.C. Madrid

## Honores
Fue miembro de los Comités Editoriales de la revista Eos (MNCN, CSIC) y del proyecto Fauna Ibérica (desde 1989 hasta su fallecimiento), Coordinador de Insectos en los proyectos Fauna Ibérica I, II y III y autor, con López-Colón, del volumen 14 (2000): Coleoptera Scarabaeoidea I. Sus trabajos científicos vieron la luz en prestigiosas revistas especializadas españolas y extranjeras: Boletín de la Asociación española de Entomología, Eos, Graellsia, Nouvelle Revue d’Entomologie, Bolletino del Museo Regionale di Scienze Naturali di Torino, Advances in Coleopterology, Journal of Insect Conservation, etc.
Falleció en Madrid, el 19 de julio de 2001.

## Abreviatura (zoología)
La abreviatura Martín Piera  se emplea para indicar a Fermín Martín Piera como autoridad en la descripción y taxonomía en zoología.